# Boeing 367-80
Predloga:Infobox aircraft career
Boeing 367-80, ali "Dash 80" je bilo prototipno reaktivno potniško/transportno letalo, ki ga je razvil Boeing, da bi dokazal prednosti reaktivnih letal. Razvoj letala je stal okrog $16 milijonov, kar je bil za tisti čas velika investicija in veliko tveganje za Boeing. 
Prvi let je bil 15. julija 1954. Na podlagi tega letala so razvili Boeing 707, Boeing 720, KC-135 Stratotanker, Boeing C-135 Stratolifter, Boeing C-137 Stratoliner in kasneje še izvedenke Boeing E-3 Sentry, Boeing in E-8 Joint STARS.

## Specifikacije (367-80)
Podatki iz Boeing Aircraft since 1916; Bowers 1989, p. 432.
Splošne karakteristike
- Posadka: 3
- Dolžina: 127 ft 10 in (39,97 m)
- Razpon kril: 129 ft 8 in (39,88 m)
- Višina: 38 ft (11,59 m)
- Površina kril: 2400 ft² (223 m²)
- Teža praznega letala: 92120 lb (41870 kg)
- Naložena teža: 190000 lb (86360 kg)
- Pogon letala: 4 × Pratt & Whitney JT3C turboreaktivni motor, 10000 lbf (44,5 kN) vsak

 Zmogljivost 
- Maks. hitrost: 582 mph (506 vozlov, 937 km/h) na višini 25000 ft (7600 m)
- Potovalna hitrost: 550 mph (478 vozlov, 886 km/h)
- Doseg: 3530 milj (3070 nmi, 5683 km)
- Višina leta: 43000 ft (13110 m)
- Hitrost vzpenjanja: 2500 ft/min (12,7 m/s)